# 1794 год
1794 (ты́сяча семьсо́т девяно́сто четвёртый) год  по григорианскому календарю — невисокосный год, начинающийся в среду. Это 1794 год нашей эры, 4‑й год 10‑го десятилетия XVIII века 2‑го тысячелетия, 5‑й год 1790‑х годов. Он закончился 231 год назад.
| Пн | Вт | Ср | Чт | Пт | Сб | Вс |
|    |    | 1  | 2  | 3  | 4  | 5  |
| 6  | 7  | 8  | 9  | 10 | 11 | 12 |
| 13 | 14 | 15 | 16 | 17 | 18 | 19 |
| 20 | 21 | 22 | 23 | 24 | 25 | 26 |
| 27 | 28 | 29 | 30 | 31 |    |    |

| Пн | Вт | Ср | Чт | Пт | Сб | Вс |
|    |    |    |    |    | 1  | 2  |
| 3  | 4  | 5  | 6  | 7  | 8  | 9  |
| 10 | 11 | 12 | 13 | 14 | 15 | 16 |
| 17 | 18 | 19 | 20 | 21 | 22 | 23 |
| 24 | 25 | 26 | 27 | 28 |    |    |

| Пн | Вт | Ср | Чт | Пт | Сб | Вс |
|    |    |    |    |    | 1  | 2  |
| 3  | 4  | 5  | 6  | 7  | 8  | 9  |
| 10 | 11 | 12 | 13 | 14 | 15 | 16 |
| 17 | 18 | 19 | 20 | 21 | 22 | 23 |
| 24 | 25 | 26 | 27 | 28 | 29 | 30 |
| 31 |    |    |    |    |    |    |

| Пн | Вт | Ср | Чт | Пт | Сб | Вс |
|    | 1  | 2  | 3  | 4  | 5  | 6  |
| 7  | 8  | 9  | 10 | 11 | 12 | 13 |
| 14 | 15 | 16 | 17 | 18 | 19 | 20 |
| 21 | 22 | 23 | 24 | 25 | 26 | 27 |
| 28 | 29 | 30 |    |    |    |    |

| Пн | Вт | Ср | Чт | Пт | Сб | Вс |
|    |    |    | 1  | 2  | 3  | 4  |
| 5  | 6  | 7  | 8  | 9  | 10 | 11 |
| 12 | 13 | 14 | 15 | 16 | 17 | 18 |
| 19 | 20 | 21 | 22 | 23 | 24 | 25 |
| 26 | 27 | 28 | 29 | 30 | 31 |    |

| Пн | Вт | Ср | Чт | Пт | Сб | Вс |
|    |    |    |    |    |    | 1  |
| 2  | 3  | 4  | 5  | 6  | 7  | 8  |
| 9  | 10 | 11 | 12 | 13 | 14 | 15 |
| 16 | 17 | 18 | 19 | 20 | 21 | 22 |
| 23 | 24 | 25 | 26 | 27 | 28 | 29 |
| 30 |    |    |    |    |    |    |

| Пн | Вт | Ср | Чт | Пт | Сб | Вс |
|    | 1  | 2  | 3  | 4  | 5  | 6  |
| 7  | 8  | 9  | 10 | 11 | 12 | 13 |
| 14 | 15 | 16 | 17 | 18 | 19 | 20 |
| 21 | 22 | 23 | 24 | 25 | 26 | 27 |
| 28 | 29 | 30 | 31 |    |    |    |

| Пн | Вт | Ср | Чт | Пт | Сб | Вс |
|    |    |    |    | 1  | 2  | 3  |
| 4  | 5  | 6  | 7  | 8  | 9  | 10 |
| 11 | 12 | 13 | 14 | 15 | 16 | 17 |
| 18 | 19 | 20 | 21 | 22 | 23 | 24 |
| 25 | 26 | 27 | 28 | 29 | 30 | 31 |

| Пн | Вт | Ср | Чт | Пт | Сб | Вс |
| 1  | 2  | 3  | 4  | 5  | 6  | 7  |
| 8  | 9  | 10 | 11 | 12 | 13 | 14 |
| 15 | 16 | 17 | 18 | 19 | 20 | 21 |
| 22 | 23 | 24 | 25 | 26 | 27 | 28 |
| 29 | 30 |    |    |    |    |    |

| Пн | Вт | Ср | Чт | Пт | Сб | Вс |
|    |    | 1  | 2  | 3  | 4  | 5  |
| 6  | 7  | 8  | 9  | 10 | 11 | 12 |
| 13 | 14 | 15 | 16 | 17 | 18 | 19 |
| 20 | 21 | 22 | 23 | 24 | 25 | 26 |
| 27 | 28 | 29 | 30 | 31 |    |    |

| Пн | Вт | Ср | Чт | Пт | Сб | Вс |
|    |    |    |    |    | 1  | 2  |
| 3  | 4  | 5  | 6  | 7  | 8  | 9  |
| 10 | 11 | 12 | 13 | 14 | 15 | 16 |
| 17 | 18 | 19 | 20 | 21 | 22 | 23 |
| 24 | 25 | 26 | 27 | 28 | 29 | 30 |

| Пн | Вт | Ср | Чт | Пт | Сб | Вс |
| 1  | 2  | 3  | 4  | 5  | 6  | 7  |
| 8  | 9  | 10 | 11 | 12 | 13 | 14 |
| 15 | 16 | 17 | 18 | 19 | 20 | 21 |
| 22 | 23 | 24 | 25 | 26 | 27 | 28 |
| 29 | 30 | 31 |    |    |    |    |

## События

### Франция
- Весна — французская армия изгнала интервентов со своей территории.
- 4 февраля — декрет Конвента об уничтожении рабства во французских колониях[1].
- Март — клуб кордельеров готовился вызвать народное движение против КОС. Арест эбертистов.
- 24 марта — казнь эбертистов, осуждённых революционным трибуналом. Начало кризиса якобинской диктатуры.
- 2 апреля — Дантон, Демулен и другие осуждены РТ.
- 5 апреля — казнь Дантона, Демулена и их сторонников.
- Апрель — арестован Бушотт. Шометт казнён. Из Парижской коммуны, революционной полиции, секций изгнаны все заподозренные в симпатиях к эбертистам.
- 28 мая — в ходе Войны первой коалиции, французская армия потерпела поражение от пруссаков в битве при Киррвейлере.
- 8 июня — празднество в Париже, посвящённое «верховному существу». Робеспьер выступил в роли «первосвященника».
- 10 июня — Конвент принял закон, значительно усиливавший террор.
- 26 июня — победа французской Самбро-Маасской дивизионного генерала Жана Батиста Журдана над австро-прусскими войсками при Флерюсе.[2].
- Июль — заговор против Робеспьера: Тальен, Фрерон, Баррас, Фуше, члены КОС Колло д’Эрбуа и Бийо-Варенн.
- 27 июля (9 термидора II года) — переворот 9-го термидора в Париже. Заговорщики выступили на заседании Конвента и потребовали ареста Робеспьера. Арестованы Робеспьер, его младший брат Огюстен, Сен-Жюст, Кутон и Леба. По распоряжению Парижской коммуны арестованные освобождены и доставлены в ратушу. Конвент объявил вне закона арестованных и руководителей Коммуны и обратился к секциям за помощью.
- 28 июля — вооружённые силы Конвента ворвались в ратушу, арестовали членов Коммуны, Робеспьера и его соратников. Руководители якобинского правительства и Коммуны без суда казнены. Контрреволюционный переворот во Франции, ознаменовавший конец якобинской диктатуры. Спад Великой Французской революции.
- Начало августа — КОС лишён своих прежних полномочий и функций, изменён его состав. Ликвидированы Парижская коммуна, народные общества и революционные комитеты.
- 18 сентября — Конвент отменил бюджет присягнувшей церкви, фактически отделив церковь от государства[3].
- Осень — освобождение контрреволюционеров из тюрем во Франции. Белый террор в южных департаментах. Массовые убийства заключённых в Лионе, Эксе, Марселе, Тарасконе.
- Ноябрь — Якобинский клуб закрыт по постановлению Конвента.
- Декабрь — вышли из тюрем и вернулись в Конвент жирондистские депутаты.
- 23 декабря — отмена закона о максимуме цен во Франции.

### Другие страны
- Май — билль о приостановке действия «Habeas Corpus Act» в Англии.
- Лето — в Англии руководителей «Корреспондентского общества» во главе с Гарди арестовали и предали суду. Их оправдали.
- Март — декабрь — восстание в Польше под руководством Тадеуша Костюшко.
- 24 марта — Тадеуш Костюшко провозгласил в Кракове начало Польского восстания[4].
- 4 апреля — битва под Рацлавицами, в результате которой польские войска под предводительством Тадеуша Костюшко одержали победу над царскими войсками[4].
- 7 мая — Тадеуш Костюшко издал Поланецкий универсал, в котором обещал польским крестьянам личное освобождение и уменьшение феодальных повинностей[4].
- 2 сентября — основана Одесса[5]
- 10 октября — Тадеуш Костюшко тяжело ранен и взят в плен русской армией в бою под Мацеёвицами[6].
- Ага-Мухаммед взял последний город, поддерживавший Зендов — Керман.
- Иоганн Готлиб Фихте в Цюрихе впервые начал читать лекции по наукоучению, в Веймаре издал работу «О понятии наукоучения, или так называемой философии», в Йене по ходатайству Гёте занял кафедру философии.

## Родились
См. также: Категория:Родившиеся в 1794 году
- 1 марта — Уильям Уорт, американский генерал
- 14 марта — Юзеф Бем, польский полководец.
- 26 апреля — Шёгрен, Андрей Михайлович, российский языковед финского происхождения, исследователь финно-угорских языков, создатель первой грамматики осетинского языка.
- 14 августа — Михал Балинский, польский историк.

## Скончались
См. также: Категория:Умершие в 1794 году
- 10 января — Иоганн Георг Адам Форстер, немецкий учёный, путешественник, писатель (род. 1754).
- 24 марта — Анахарсис Клоотс, немецкий революционер, один из деятелей Французской революции, сторонник дехристианизации и «всемирного союза республик» (род. 1755).
- 29 марта — Мари Жан Антуан Никола маркиз де Кондорсе, французский философ-просветитель, писатель, учёный-математик, социолог, экономист и политический деятель (род. 1743).
- 5 апреля — Дантон, Демулен, Фабр д’Эглантин, деятели Великой французской революции (казнены).
- 8 мая — Антуан Лоран Лавуазье, французский учёный, основатель современной химии (род. 1743)

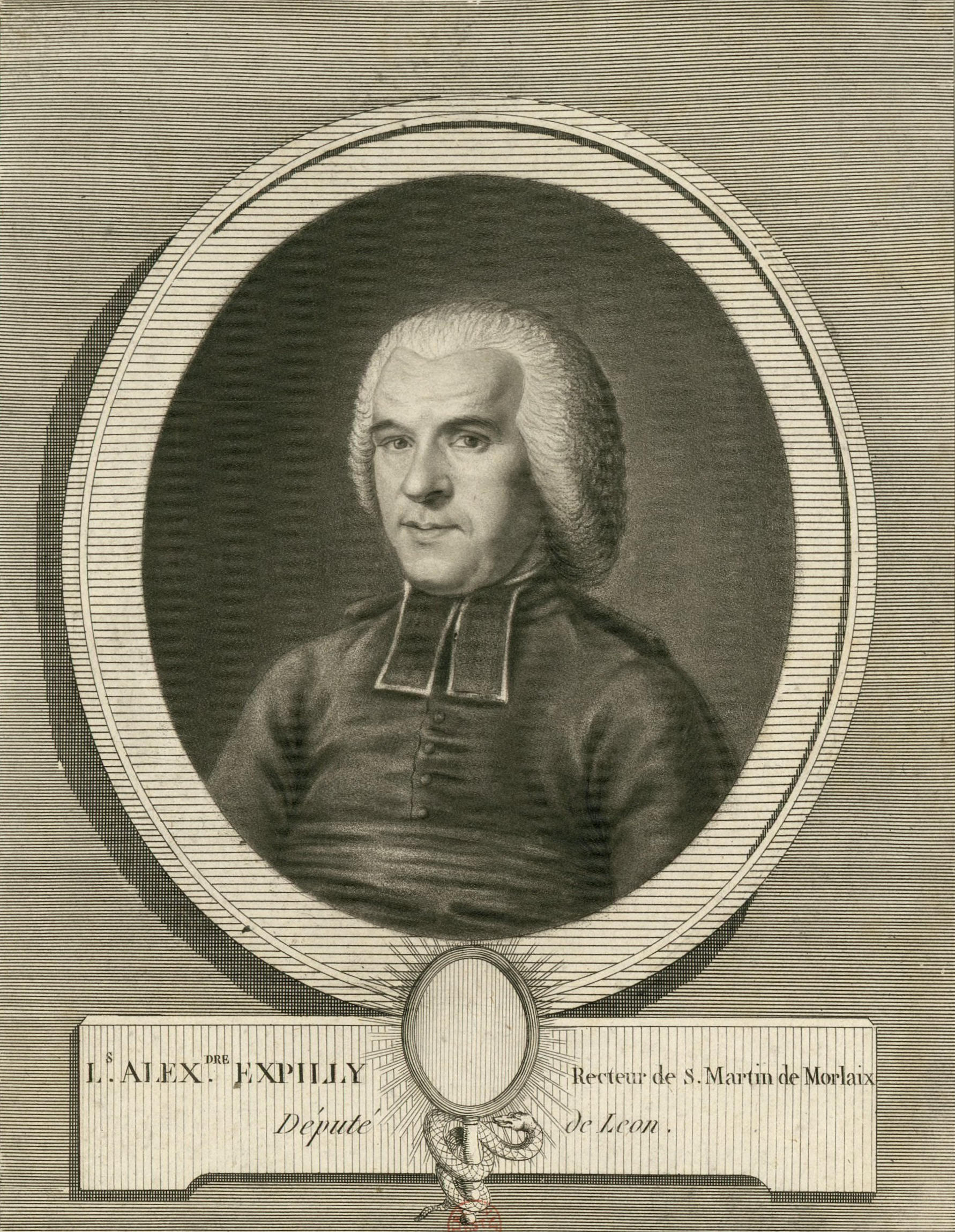
Скончался Луи-Александр Экспийи де ла Пуап

- 22 мая — Луи-Александр Экспийи де ла Пуап (фр. Louis-Alexandre Expilly de La Poipe), первый французский священник, избранный в Генеральные штаты (род. 1743).
- 8 июня — Готфрид Август Бюргер, немецкий поэт (род. 1747).
- 30 июня — Панфилов, Иван Иванович, протопресвитер Русской церкви, член Святейшего Синода, духовник императрицы Екатерины II.
- 28 июля
  - Максимилиан Робеспьер, один из лидеров Великой французской революции член Комитета общественного спасения (казнён).
  - Сен-Жюст деятель Великой французской революции, член Комитета общественного спасения (казнён).
  - Жорж Кутон, деятель Французской революции, член Комитета общественного спасения, (казнён).
  - Филипп Франсуа Жозеф Леба, французский политический деятель эпохи Французской революции, член Комитета общей безопасности (застрелился).
- 2 ноября — Александр Михайлович Кологривов — губернатор Рязанской губернии (род. 1751).
- 9 ноября — Григорий Сковорода, русский и украинский философ, поэт, педагог, учёный (род. 1722).
- 28 ноября — барон Фридрих Вильгельм фон Штойбен (р. 1730), офицер прусской армии, гофмаршал баденского двора, инструктор и генеральный инспектор Континентальной армии.